# أندرو همينغواي
أندرو همينغواي (بالإنجليزية: Andrew Hemingway)‏ هو رسام بريطاني، ولد في 1955.